# ديفيد ر. والاس
ديفيد ر. والاس (بالإنجليزية: David R. Wallace)‏ هو عالم حاسوب أمريكي، ولد في 15 ديسمبر 1942، وتوفي في 2 مارس 2012.